# The Roman Spring of Mrs. Stone
The Roman Spring of Mrs. Stone is een Amerikaanse romantische dramafilm uit 1961 onder regie van José Quintero. De film is gebaseerd op de gelijknamige novelle van Tennessee Williams en werd in Nederland uitgebracht onder de titel Liefdesavontuur in Rome.

## Verhaal
Karen Stone is een veelgeprezen Amerikaanse toneelactrice die met haar zakenman-echtgenoot op vakantie in Rome is. In het vliegtuig krijgt haar man, een multimiljonair, een fatale hartaanval. Karen besluit om niet naar huis terug te keren en huurt een luxe appartement in Rome. Aanvankelijk zou ze binnenkort te zien zijn in een nieuw toneelstuk, maar ze trekt zich terug omdat ze naar eigen zeggen te oud is voor de rol. 
Een jaar later stelt de gravin Magda Terribili-Gonzales haar voor aan een knappe, goedgeklede, narcistische jonge Italiaanse genaamd Paolo, die een van haar professionele gigolo's is. Magda beraamt een plan en vertelt Paolo over de eenzaamheid van mevrouw Stone. Paolo en mevrouw Stone gaan uit eten en dansen, maar tot Magda's teleurstelling bloeit er geen liefde op. Pas na enkele tijd wordt Karen verliefd op hem; hij doet alsof hij van haar houdt. Ze gelooft dat ze anders is dan andere volwassen vrouwen die hij heeft gekend. Haar zelfbedrog wordt geholpen door het feit dat ze hem niet echt betaalt, maar dure kleding en geschenken voor hem koopt, waaronder een filmcamera, en zijn rekeningen betaalt via rekeningen. Ze worden het onderwerp van roddelrubrieken. Het wordt al snel duidelijk dat Paolo alleen in zichzelf geïnteresseerd is. Hij raakt gefrustreerd door de jaloerse houding van mevrouw Stone en zet zijn zinnen daarom op een Amerikaanse starlet. 
In de steek gelaten door Paolo en belachelijk gemaakt door de gravin, overweegt ze om het leven in Rome achter te laten. Ze herinnert zich het verhaal dat Paolo haar vertelde over een vrouw van middelbare leeftijd die aan de Franse Rivièra werd vermoord door iemand die ze in haar appartement had uitgenodigd. Daarop steekt Karen een sigaret op en wacht op de komst van de man die haar zal vermoorden. De jongeman komt inderdaad het appartement binnen en loopt langzaam naar haar toe, handen diep in de zakken van zijn smerige jas, en glimlacht flauw als zijn schaduw het scherm vult.

## Rolverdeling
| Acteur         | Personage                       |
| -------------- | ------------------------------- |
| Vivien Leigh   | Karen Stone                     |
| Warren Beatty  | Paolo di Leo                    |
| Lotte Lenya    | Gravin Magda Terribili-Gonzales |
| Coral Browne   | Meg                             |
| Jill St. John  | Barbara Bingham                 |
| Jeremy Spenser | Jongeman                        |
| Stella Bonheur | Mrs. Jamison-Walker             |
| Peter Dyneley  | Lloyd Greener                   |
| Carl Jaffe     | Baron Waldheim                  |
| Harold Kasket  | Kleermaker                      |
| Viola Keats    | Julia McIlheny                  |
| Cleo Laine     | Zangeres                        |
| Bessie Love    | Bunny                           |
| Elspeth March  | Mrs. Barrow                     |

## Productie
Beatty vertelde in een interview met De Telegraaf dat hij aanvankelijk werd afgewezen voor de mannelijke hoofdrol. Een paar weken voordat de draaiperiode van start zou gaan in Italië was deze rol echter nog steeds niet gecast. Beatty besloot daarop om naar Puerto Rico te vliegen - waar schrijver Tennessee Williams zich toen bevond - om hem persoonlijk te overtuigen hem aan te stellen in de hoofdrol. Naar eigen zeggen keerde hij de volgende ochtend terug naar de Verenigde Staten met de hoofdrol in zijn zakken. Beatty versloeg daarmee John Cassavetes, Anthony Newley, Jeffrey Hunter, Ben Gazzara, James Darren, John Saxon, George Hamilton, Fabian en Frankie Avalon.
Leigh, daarentegen, wees aanvankelijk de hoofdrol af: "Later, toen ik het nog eens las en herlas en toen er veranderingen waren aangebracht, die duidelijk maakten waarom haar leven zo doelloos werd, veranderde ik van mening en nu vind ik het heerlijk om het te doen."

## Ontvangst
Recensent van het Algemeen Handelsblad schreef: "Vivien Leigh heeft onder [regisseur José Quintero's] weinig bezielende regie een derhalve ook nauwelijks bezielde mrs Stone gespeeld - en Warren Beatty, Kazans jongste ontdekking in Splendor in the Grass staat haar als een louche geldjager terzijde. Misschien heeft Quintero, net als zijn Engelse collega Peter Glenville, met [deze film] zijn toelatingsexamen voor de Tennessee Williams-industrie gedaan. En misschien laat Williams hem nog wel slagen ook."
Criticus van De Volkskrant noemde de film "een soms ontrorende, docht slechts gedeeltelijk geslaagde weergave van de door Williams bedoelde probleemstelling. [..] Vivien Leigh weet niet door te dringen tot de eenzaam dolende vrouw. Beter spel levert Warren Beatty als de zich onbewust verwerende gigolo."
Recensent van het Algemeen Dagblad schreef: "Het levende decor wentelt rond de indrukwekkende acterende Vivien Leigh, die de ontluisterde vrouw speelt. Zij maakt met haar ontroerende persoonlijkheid meer waar dan het verhaal alleen. Er blijft van begin tot eind een gefolterde vrouw, die ten onder gaat aan de uitspraak van haar fraai gevormde Italiaanse gigolo: 'Rome is drieduizend jaar oud, hoe oud ben jij, vijftig?'"

## Prijzen en nominaties
| Jaar | Prijs         | Categorie                | Genomineerde(n) | Uitslag     |
| ---- | ------------- | ------------------------ | --------------- | ----------- |
| 1962 | Oscars        | Beste Vrouwelijke Bijrol | Lotte Lenya     | Genomineerd |
| 1962 | Golden Globes | Beste vrouwelijke bijrol | Lotte Lenya     | Genomineerd |